# División de Honor (Schach) 2016
Die División de Honor 2016 war die 22. Saison der División de Honor und gleichzeitig die 60. Spanische Mannschaftsmeisterschaft im Schach. Sie wurde mit acht Mannschaften ausgetragen. Meister wurde die Mannschaft von Sestao Fundacion EDP, während sich der Titelverteidiger Club Ajedrez Solvay mit dem vierten Platz begnügen musste. Aus der Primera División waren Equigoma Casa Social Catolica und der Club Ajedrez Jaime Casas aufgestiegen. Beide Aufsteiger erreichten den Klassenerhalt, während CA Magic Extremadura und Chess24-VTI-Atocha absteigen mussten.
Zu den Mannschaftskadern der teilnehmenden Vereine siehe Mannschaftskader der División de Honor (Schach) 2016.

## Modus
Die acht teilnehmenden Mannschaften spielten ein einfaches Rundenturnier. Gespielt wurde an sieben Brettern, wobei mindestens eine Frau eingesetzt werden musste. Über die Platzierung entschied zunächst die Zahl der Mannschaftspunkte (zwei Punkte für einen Sieg, ein Punkt für ein Unentschieden, kein Punkt für eine Niederlage) und danach die Anzahl der Brettpunkte (ein Punkt für einen Sieg, ein halber Punkt für ein Remis, kein Punkt für eine Niederlage). Die beiden Letzten stiegen in die Primera División ab. 

## Termine und Spielort
Das Turnier wurde vom 26. September bis 2. Oktober in Monzón gespielt.

## Endtabelle
| Pl. | Verein                            | Sp | G | U | V | Mannsch.-P. | Brett-P.  |
| --- | --------------------------------- | -- | - | - | - | ----------- | --------- |
| 01. | Sestao Fundacion EDP              | 7  | 6 | 1 | 0 | 13:1        | 34,0:15,0 |
| 02. | Mérida Patrimonio de la Humanidad | 7  | 4 | 1 | 2 | 9:5         | 26,5:22,5 |
| 03. | Club Ajedrez Jaime Casas (N)      | 7  | 4 | 0 | 3 | 8:6         | 24,5:24,5 |
| 04. | Club Ajedrez Solvay (M)           | 7  | 3 | 1 | 3 | 7:7         | 23,5:25,5 |
| 05. | Gros Xake Taldea                  | 7  | 3 | 1 | 3 | 7:7         | 23,0:26,0 |
| 06. | Equigoma Casa Social Catolica (N) | 7  | 2 | 2 | 3 | 6:8         | 25,0:24,0 |
| 07. | CA Magic Extremadura              | 7  | 2 | 1 | 4 | 5:9         | 22,0:27,0 |
| 08. | Chess24-VTI-Atocha                | 7  | 0 | 1 | 6 | 1:13        | 17,5:31,5 |

## Entscheidungen
|     | spanischer Mannschaftsmeister: Sestao Fundacion EDP                         |
|     | Absteiger in die Primera División: CA Magic Extremadura, Chess24-VTI-Atocha |
| (M) | Titelverteidiger                                                            |
| (N) | Vorjahresaufsteiger                                                         |

## Kreuztabelle
| Ergebnisse | Ergebnisse                        | 01. | 02. | 03. | 04. | 05. | 06. | 07. | 08. |
| ---------- | --------------------------------- | --- | --- | --- | --- | --- | --- | --- | --- |
| 01.        | Sestao Fundacion EDP              |     | 3½  | 4   | 5   | 6½  | 4   | 5   | 6   |
| 02.        | Mérida Patrimonio de la Humanidad | 3½  |     | 2½  | 2½  | 4   | 4½  | 5   | 4   |
| 03.        | Club Ajedrez Jaime Casas          | 3   | 4½  |     | 2   | 2½  | 4½  | 4½  | 4   |
| 04.        | Club Ajedrez Solvay               | 2   | 4½  | 5   |     | 2½  | 1½  | 3½  | 4½  |
| 05.        | Gros Xake Taldea                  | ½   | 3   | 4½  | 4½  |     | 3½  | 2½  | 4½  |
| 06.        | Equigoma Casa Social Catolica     | 3   | 2½  | 2½  | 5½  | 3½  |     | 4½  | 3½  |
| 07.        | CA Magic Extremadura              | 2   | 2   | 2½  | 3½  | 4½  | 2½  |     | 5   |
| 08.        | Chess24-VTI-Atocha                | 1   | 3   | 3   | 2½  | 2½  | 3½  | 2   |     |

## Die Meistermannschaft
| 1.            | Sestao Fundacion EDP |
| Schachfiguren | Teymur Rəcəbov, Leinier Domínguez, Richárd Rapport, Francisco Vallejo Pons, Iván Salgado López, Romain Édouard, Salvador Gabriel Del Río Angelis, Sabrina Vega Gutiérrez. |